# Johnny Hazzard
Pour les articles homonymes, voir Johnny et Hazzard.
Johnny Hazzard, né le 21 septembre 1977 à Cleveland, est un acteur pornographique gay américain.

## Biographie
Johnny Hazzard a grandi à Cleveland, dans l'Ohio. En 2003, il se lance dans le monde du porno pour arrondir ses fins de mois et se retrouve alors sur 3 premiers tournages en tant que chef opérateur et producteur. Ainsi découvert par l'acteur-réalisateur Doug Jeffries, il est immédiatement mis en contact avec Chi Chi LaRue. De là, Johnny Hazzard se met à gravir les échelons, se faisant une place au premier plan dès ses premiers projets.
Cependant, un autre protagoniste contribuera à faire de Johnny Hazzard un acteur pornographique d'une certaine notoriété. Il s'agit du photographe de mode Greg Thompson, engagé et chargé par Chi Chi LaRue d'appliquer à la maison de production Rascal Video la qualité graphique de ses portraits de célébrités. Usant alors de ses talents de modèle (ainsi que de sa plastique singulière), Johnny Hazzard est désormais propulsé encore bien au-delà de l'univers pornographique gay.
Sa rencontre avec Boy George dans un club new-yorkais le mènera d'ailleurs jusque sur les podiums des défilés de mode « B-Rude ».
Il a depuis sorti son single Deeper Into You, disponible jusque sur l'iTunes d'Apple.

## Filmographie

### Acteur
- 2007 : Restless Youths, de Chi Chi LaRue
- 2007 : Sun Soaked, de Chi Chi LaRue
- 2007 : Link V: The Evolution, de Chi Chi LaRue
- 2007 : When Bears Attack, de Chi Chi LaRue
- 2006 : In His Dreams, de Chi Chi LaRue
- 2006 : Depraved, de Doug Jeffries
- 2006 : Delinquents, de Doug Jeffries
- 2006 : Leather Sessions, de Chi Chi LaRue ... (participation)
- 2005 : Wrong Side of the Tracks: Part Two, de Chi Chi LaRue
- 2005 : Wrong Side of the Tracks: Part One, de Chi Chi LaRue
- 2005 : HardWare, de Chi Chi LaRue ... Mr. Wilson
- 2005 : Wicked, de Chi Chi LaRue
- 2005 : Deceived, de Chi Chi LaRue
- 2005 : Köllide, de Chi Chi LaRue
- 2004-2007 : Johnny Hazzard: Feed the Need, de Chi Chi LaRue, Domini, Doug Jeffries ... La présentateur
- 2004 : Hole Patrol, de Chi Chi LaRue
- 2004 : A Night at Bruno's, de Chi Chi LaRue
- 2004 : Bolt, de Chi Chi LaRue
- 2004 : Raw Footage, de Chi Chi LaRue et Doug Jeffries
- 2004 : In Bed With, de Chi Chi LaRue
- 2004 : Stone Fox : Smut With Style, de Chi Chi LaRue
- 2003 : What Men Do, de Chi Chi LaRue
- 2003 : Detention, de Chi Chi LaRue

### Directeur de la photographie/Producteur
(sous le pseudonyme de Jack Hazzard)
- 2002 : Man Academy 2 : Rites of Passage, de Chip Daniels
- 2002 : Wild Rangers, de Chip Daniels
- 2000 : Man Academy: Where Boys Grow Up!, de Chip Daniels.

## Récompenses
- Grabby Awards 2005 : meilleur duo (avec Zak Spears, Bolt), meilleure scène de groupe (avec Rod Barry, Theo Blake, Alex LeMonde, Kyle Lewis, Dillon Press, Troy Punk, Shane Rollins, Rob Romoni, Anthony Shaw et Sebastian Tauza, Bolt)[3]
- GayVN Awards 2006 : meilleur acteur (Wrong Side of the Tracks: Part Two), meilleur duo (avec Tyler Riggz, Wrong Side of the Tracks: Part Two)[3]
- Grabby Awards Show Hosts 2007[4]